# Bernard Honoré Préveraud
Pour les articles homonymes, voir Préveraud.
Bernard Honoré Préveraud, né  le 7 novembre 1823 au Donjon et mort le 11 août 1920 au Donjon, est un homme politique français.

## Biographie
Honoré Préveraud descend d'une famille de grands propriétaires fonciers. Bachelier ès lettres, il étudie le droit et est reçu avocat mais il n'exerce pas cette profession. Très jeune, il montre un vif intérêt pour la politique. Il est profondément républicain. La Révolution française de 1848, qui renverse le roi Louis-Philippe et met fin à la monarchie de Juillet, le conduit à la mairie en 1848.
En décembre 1851, avec d'autres républicains, il dirige le soulèvement donjonnais contre le coup d'État de Louis Napoléon Bonaparte (Napoléon III). Après l'échec de l'insurrection à Lapalisse, il rejoint son beau-frère à Paris.  Frappé d'expulsion du territoire français, Prosper Jacques Barthélémy Terrier possède un passeport spécial pour lui et sa femme. Déguisé, Honoré Préveraud franchit la frontière belge en compagnie du docteur, se faisant passer pour Madame Terrier (anecdote relatée par Victor Hugo dans Histoire d'un crime).
Condamné à mort par contumace en 1852, il est contraint à l'exil à Jersey où il se lie d'amitié avec Victor Hugo qui le surnomme : Mon cher Homme sans tête. Il est de tous les combats de l'écrivain. En 1855, il fait partie des 24 exilés ayant apposé leur signature en bas de la Déclaration adressée par Victor Hugo à Napoléon III, texte virulent écrit en réaction à l'expulsion de Jersey de trois proscrits. Des émeutes ont lieu à Jersey. Victor Hugo est menacé. C'est Préveraud qui met à l'abri ses manuscrits (épisode raconté dans Les hommes de l'exil de Charles Hugo. Les insurgés sont une seconde fois exilés et quittent Jersey pour Guernesey. L'amnistie de 1859, qui permet à Honoré de rentrer en France, ne met pas fin à cette affection. En avril 1882, alors qu'il se présente aux élections législatives, il obtient le soutien de Victor Hugo. Sur ses affiches figurent ces quelques lignes : « Je connais Préveraud ; je voudrais être collège électoral pour donner à l'unanimité à ce brave citoyen, à ce vaillant combattant, à ce ferme et intrépide proscrit ». 
Il sera élu député d'extrême gauche de 1882 à 1889.
Il meurt le 11 août 1920 à l'âge de 96 ans. Suivant sa volonté, il est enterré civilement aux côtés de son beau-frère.

## Sources
- « Bernard Honoré Préveraud », dans Adolphe Robert et Gaston Cougny, Dictionnaire des parlementaires français, Edgar Bourloton, 1889-1891 [détail de l’édition]

Hantraye (Jacques), Gens de gauche au XIXe siècle. Les républicains de l'Allier face au coup d'Etat de 1851, 2 t., Dompierre/Besbre, DPEA, 2023